# 奧比奇
50°8′29″N 26°1′33″E / 50.14139°N 26.02583°E
奧比奇（烏克蘭語：Обич），是烏克蘭的村落，位於該國西部捷爾諾波爾州，由克列梅涅茨區負責管轄，始建於1441年，面積3.52平方公里，2015年人口753，人口密度每平方公里219.6人。